# Plebejus babieca
Plebejus babieca är en fjärilsart som beskrevs av Ramon Agenjo Cecilia 1965. Plebejus babieca ingår i släktet Plebejus och familjen juvelvingar. Inga underarter finns listade i Catalogue of Life.